# Herbault
Herbault település Franciaországban, Loir-et-Cher megyében. Lakosainak száma 1139 fő (2022. január 1.). Herbault Françay, Landes-le-Gaulois, Saint-Lubin-en-Vergonnois, Santenay és Valencisse községekkel határos.

## Népesség
A település népességének változása:
| Lakosok száma | 955  | 937  | 926  | 1202 | 1259 | 1247 | 1249 | 1181 | 1156 | 1139 |
|               | 1968 | 1982 | 1990 | 2006 | 2013 | 2015 | 2017 | 2019 | 2020 | 2022 |